# Campionati europei di hockey su pista 1985
I Campionati Europei 1985 furono la 37ª edizione dei campionati europei di hockey su pista; la manifestazione venne disputata in Portogallo a Barcelos dal 28 aprile al 4 maggio 1985.

La competizione fu organizzata dalla Comité Européen de Rink-Hockey.

Il torneo fu vinto dalla nazionale spagnola per la 9ª volta nella sua storia.

## Città ospitanti e impianti sportivi
| CITTÀ    | IMPIANTO                       | CAPIENZA |
| Barcelos | Pavilhão Municipal de Barcelos | ?        |

## Svolgimento del torneo

### Risultati
| Barcelos aprile 1985 | Belgio | 8 – 6 | Francia | Pavilhão Municipal de Barcelos |

| Barcelos aprile 1985 | Belgio | 0 – 6 | Germania Ovest | Pavilhão Municipal de Barcelos |

| Barcelos aprile 1985 | Belgio | 2 – 5 | Inghilterra | Pavilhão Municipal de Barcelos |

| Barcelos aprile 1985 | Belgio | 0 – 7 | Italia | Pavilhão Municipal de Barcelos |

| Barcelos aprile 1985 | Belgio | 2 – 3 | Paesi Bassi | Pavilhão Municipal de Barcelos |

| Barcelos aprile 1985 | Belgio | 4 – 10 | Portogallo | Pavilhão Municipal de Barcelos |

| Barcelos aprile 1985 | Belgio | 1 – 5 | Spagna | Pavilhão Municipal de Barcelos |

| Barcelos aprile 1985 | Belgio | 6 – 2 | Svizzera | Pavilhão Municipal de Barcelos |

| Barcelos aprile 1985 | Francia | 1 – 6 | Germania Ovest | Pavilhão Municipal de Barcelos |

| Barcelos aprile 1985 | Francia | 3 – 3 | Inghilterra | Pavilhão Municipal de Barcelos |

| Barcelos aprile 1985 | Francia | 8 – 3 | Italia | Pavilhão Municipal de Barcelos |

| Barcelos aprile 1985 | Francia | 1 – 5 | Paesi Bassi | Pavilhão Municipal de Barcelos |

| Barcelos aprile 1985 | Francia | 6 – 16 | Portogallo | Pavilhão Municipal de Barcelos |

| Barcelos aprile 1985 | Francia | 3 – 7 | Spagna | Pavilhão Municipal de Barcelos |

| Barcelos aprile 1985 | Francia | 8 – 6 | Svizzera | Pavilhão Municipal de Barcelos |

| Barcelos aprile 1985 | Germania Ovest | 2 – 2 | Inghilterra | Pavilhão Municipal de Barcelos |

| Barcelos aprile 1985 | Germania Ovest | 2 – 3 | Italia | Pavilhão Municipal de Barcelos |

| Barcelos aprile 1985 | Germania Ovest | 3 – 3 | Paesi Bassi | Pavilhão Municipal de Barcelos |

| Barcelos aprile 1985 | Germania Ovest | 4 – 6 | Portogallo | Pavilhão Municipal de Barcelos |

| Barcelos aprile 1985 | Germania Ovest | 1 – 2 | Spagna | Pavilhão Municipal de Barcelos |

| Barcelos aprile 1985 | Germania Ovest | 7 – 2 | Svizzera | Pavilhão Municipal de Barcelos |

| Barcelos aprile 1985 | Inghilterra | 0 – 10 | Italia | Pavilhão Municipal de Barcelos |

| Barcelos aprile 1985 | Inghilterra | 0 – 3 | Paesi Bassi | Pavilhão Municipal de Barcelos |

| Barcelos aprile 1985 | Inghilterra | 1 – 7 | Portogallo | Pavilhão Municipal de Barcelos |

| Barcelos aprile 1985 | Inghilterra | 3 – 10 | Spagna | Pavilhão Municipal de Barcelos |

| Barcelos aprile 1985 | Inghilterra | 3 – 5 | Svizzera | Pavilhão Municipal de Barcelos |

| Barcelos aprile 1985 | Italia | 5 – 0 | Paesi Bassi | Pavilhão Municipal de Barcelos |

| Barcelos aprile 1985 | Italia | 5 – 5 | Portogallo | Pavilhão Municipal de Barcelos |

| Barcelos aprile 1985 | Italia | 3 – 4 | Spagna | Pavilhão Municipal de Barcelos |

| Barcelos aprile 1985 | Italia | 11 – 2 | Svizzera | Pavilhão Municipal de Barcelos |

| Barcelos aprile 1985 | Paesi Bassi | 1 – 3 | Portogallo | Pavilhão Municipal de Barcelos |

| Barcelos aprile 1985 | Paesi Bassi | 4 – 3 | Spagna | Pavilhão Municipal de Barcelos |

| Barcelos aprile 1985 | Paesi Bassi | 5 – 1 | Svizzera | Pavilhão Municipal de Barcelos |

| Barcelos aprile 1985 | Portogallo | 2 – 6 | Spagna | Pavilhão Municipal de Barcelos |

| Barcelos aprile 1985 | Portogallo | 14 – 1 | Svizzera | Pavilhão Municipal de Barcelos |

| Barcelos aprile 1985 | Spagna | 8 – 0 | Svizzera | Pavilhão Municipal de Barcelos |

### Classifica
|    | Squadra        | PT | G | V | N | P | GF | GS | Diff. |
| -- | -------------- | -- | - | - | - | - | -- | -- | ----- |
| 1. | Spagna         | 14 | 8 | 7 | 0 | 1 | 45 | 17 | +28   |
| 2. | Italia         | 13 | 8 | 6 | 1 | 1 | 52 | 16 | +36   |
| 3. | Portogallo     | 13 | 8 | 6 | 1 | 1 | 63 | 28 | +35   |
| 4. | Paesi Bassi    | 11 | 8 | 5 | 1 | 2 | 24 | 18 | +6    |
| 5. | Germania Ovest | 8  | 8 | 3 | 2 | 3 | 31 | 19 | +12   |
| 6. | Belgio         | 4  | 8 | 2 | 0 | 6 | 23 | 44 | -21   |
| 7. | Inghilterra    | 4  | 8 | 1 | 2 | 5 | 17 | 42 | -25   |
| 8. | Francia        | 3  | 8 | 1 | 1 | 6 | 31 | 59 | -28   |
| 9. | Svizzera       | 2  | 8 | 1 | 0 | 7 | 19 | 62 | -43   |

## Campioni
| Campione d'Europa 1985 |
| ---------------------- |
| Spagna 9º titolo       |